# Interplay (альбом Мэриэн Макпартлэнд)
Interplay — концертный альбом британо-американской джазовой пианистки Мэриэн Макпартлэнд, выпущенный в 1969 году на её собственном лейбле Halcyon Records. Пианистке аккомпанирует басист Линк Миллиман. Запись происходила в одном из ночных клубов Рочестера, штат Нью-Йорк. По словам Макпартлэнд, она хотела, чтобы в альбоме была слышна только музыка, поэтому все посторонние шумы, включая речь и аплодисменты, были позже удалены. Композиции «Twilight World» и «Illusion» были записаны на домашней студии Шермана Фэйрчайлда в Нью-Йорке.

## Отзывы критиков
| Оценки критиков                     | Оценки критиков |
| Источник                            | Оценка          |
| ----------------------------------- | --------------- |
| AllMusic                            | [ 3 ]           |
| The Encyclopedia of Popular Music   | [ 4 ]           |
| The Rolling Stone Jazz Record Guide | [ 5 ]           |

В журнале Billboard высоко оценили этот изысканный и продуманный альбом, сочетающий в себе элементы джаза и middle of the road.
Кен Драйден из AllMusic написал: «Среди ярких событий — превосходное сольное исполнение Макпартлэнд её баллады „Twilight World“ и менее известной (но не менее интересной) „Illusion“, живой дуэт „Close Your Eyes“, мечтательная „Here’s That Rainy Day“ и редкая попытка исполнить запоминающуюся модальную пьесу Майлза Дэвиса „Milestones“. Она отважно пытается извлечь что-то из популярной на тот момент песни „By the Time I Get to Phoenix“ (огромный хит кантри-певца Глена Кэмпбелла), но мелодия явно не сочетается с остальной частью этого сета».

## Список композиций
1. «Twilight World» (Мэриэн Макпартлэнд, Джонни Мерсер) — 4:32
2. «Indian Summer» (Эл Дубин, Виктор Херберт) — 6:00
3. «Close Your Eyes» (Бернис Петкер) — 5:47
4. «Here’s That Rainy Day» (Джонни Бёрк, Джимми Ван Хьюзен) — 6:13
5. «Milestones» (Майлз Дэвис) — 4:54
6. «New Orleans» (Хоги Кармайкл) — 4:31
7. «By The Time I Get to Phoenix» (Джимми Уэбб) — 4:47
8. «Illusion» (Мэриэн Макпартлэнд) — 4:42
9. «Things Aint What They Used to Be» (Дюк Эллингтон) — 3:32

## Участники записи
- Мэриан Макпартлэнд — фортепиано
- Линк Миллиман — бас
- Пол Прио — звукоинженер
- Хэнк О’Нил — продюсер, звукоинженер

Все данные взяты из примечаний к альбому.